# Histeropus
Histeropus är ett släkte av skalbaggar. Histeropus ingår i familjen vivlar.
Kladogram enligt Catalogue of Life:
| Histeropus | \| \| Histeropus subcostatus \| \| \| \| |
|            | \| \| Histeropus subcostatus \| \| \| \| |
|            | Histeropus subcostatus                   |
|            |                                          |